# 화소 가로세로비

화소 가로세로비 1:1

화소 가로세로비 2:1

화소 가로세로비, 픽셀 종횡비(Pixel aspect ratio, PAR)는 디지털 이미지의 화소 폭과 해당 화소의 높이를 비교하는 방법을 설명하는 수학적 비율이다.
대부분의 디지털 이미징 시스템은 이미지를 작은 정사각형 픽셀의 격자로 표시한다. 그러나 일부 이미징 시스템, 특히 표준 화질 TV 영화와 호환되어야 하는 이미징 시스템은 이미지를 픽셀 너비와 높이가 다른 직사각형 픽셀 격자로 표시한다. 픽셀 종횡비는 이러한 차이를 설명한다.
픽셀 종횡비 사용에는 대부분 표준 화질 TV와 관련된 사진과 기타 예외적인 경우가 포함된다. SMPTE 표준 및 관행을 준수하는 시스템을 포함한 대부분의 다른 이미징 시스템은 정사각형 픽셀을 사용한다.
PAR은 샘플 종횡비(sample aspect ratio), 약어로 SAR이라고도 알려져 있지만 스토리지 종횡비와 혼동될 수 있다.